# Generali Ladies Linz 2003
Il Generali Ladies Linz 2003 è stato un torneo di tennis giocato sul cemento indoor. È stata la 17ª edizione del Generali Ladies Linz, che fa parte della categoria Tier II nell'ambito del WTA Tour 2003. Si è giocato a Linz, in Austria, dal 20 al 26 ottobre 2003.

## Campionesse

### Singolare
Ai Sugiyama ha battuto in finale  Nadia Petrova con il punteggio di 7–5, 6–4

### Doppio
Liezel Horn Huber /  Ai Sugiyama hanno battuto in finale  Marion Bartoli /  Silvia Farina Elia con il punteggio di 6–1, 7–6(6)